# Gabriel Janowski

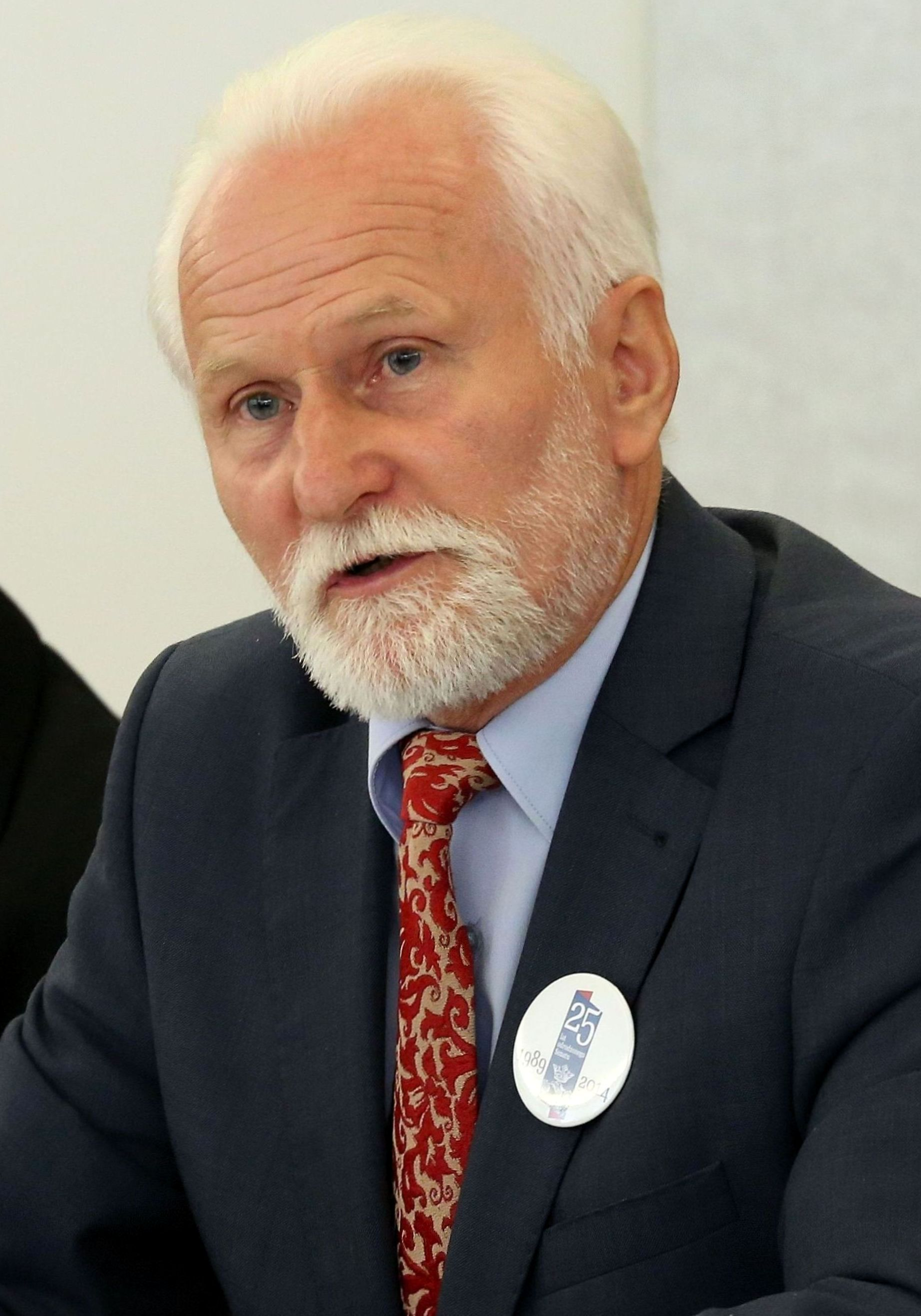
Gabriel Janowski (2014)

Gabriel Janowski (* 22. April 1947 in Konstantów) ist ein polnischer Politiker (PL, AWS, PdP, RP, JN, ZChR, PiS). Von 1991 bis 1993 und 1997 bis 2005 gehörte er dem Sejm in dessen I., III. und IV. Wahlperiode an. Zuvor gehörte er von 1989 bis 1991 dem Senat der Republik Polen an. Von 1991 bis 1993 war er polnischer Landwirtschaftsminister in den Kabinetten von Jan Olszewski und Hanna Suchocka.

## Volksrepublik
Während seines Studiums wurde Janowski von der Universität verwiesen und einer Strafkompanie zugeordnet, da er während der März-Unruhen 1968 in Polen an Protesten an der Warschauer Naturwissenschaftlichen Universität teilgenommen hatte. Der Einberufung zur Armee entging er dadurch, dass er mehrere Wochen untertauchte. Schließlich konnte er 1970 sein Studium abschließen und später auch promovieren. Anschließend wurde er an der Naturwissenschaftlichen Universität Dozent. 1980 beteiligte er sich an der Gründung der Gewerkschaft der landwirtschaftlichen Erzeuger. Diese brachte er in die landwirtschaftliche Abteilung der Solidarność, deren Führung er angehörte, ein. Nach der Verhängung des Kriegsrechts am 13. Dezember 1981 wurde er verhaftet und bis November 1982 in Białołęka und in Strzebielinek interniert. 1983 war er Mitbegründer der Bauernseelsorge.

## Dritte Republik
Während der Verhandlungen am Runden Tisch war Janowski an Gesprächen in Untergruppen beteiligt. Er war an der offiziellen Wiedergründung der landwirtschaftlichen Solidarność beteiligt und von 1990 bis 1992 Vorsitzender von deren Nationalrat. Er wurde bei der ersten teilweise freien Wahl im Juni 1989 als Senator des Bürgerkomitees „Solidarność“ in den wiedererrichteten polnischen Senat gewählt. In der Legislaturperiode bis 1991 gehörte er dem „Parlamentsklub der Bürger“ (Obywatelski Klub Parlamentarny) an. Bei der Sejmwahl 1991 wurde er für das Wahlbündnis Porozumienie Ludowe (PL) in den Sejm gewählt. Vom 23. Dezember 1991 bis zum 8. April 1993 war er Landwirtschaftsminister in den Kabinetten von Jan Olszewski und Hanna Suchocka. Von 1992 bis 1999 war er Vorsitzender der in eine Partei umgewandelten PL. Bei der Parlamentswahl 1993 scheiterte die PL mit nur 2,4 % der Stimmen an der neu eingeführten 5-%-Hürde und Janowski schied aus dem Sejm aus. In der 1996 gegründeten „Chadecja“, einem Bündnis aus PL, Koalicja Konserwatywna und Partia Chrześcijańskich Demokratów, war er Vorsitzender des politischen Rats.
Bei der Sejmwahl 1997 kandidierte er für die PL im Wahlkreis Siedlce auf der Liste des Wahlbündnisses Akcja Wyborcza Solidarność (AWS) und kehrte in den Sejm zurück. Während der Wahlperiode verließ er die AWS-Fraktion und gründete den Przymierze dla Polski (PdP). Für diesen wurde er bei der Parlamentswahl 2001 auf der Liste der Liga Polskich Rodzin (LPR) erneut in den Sejm gewählt. Er kandidierte anschließend als Vizemarschall des Sejm, wurde aber nicht gewählt. Stattdessen wurde er stellvertretender Vorsitzender der LPR-Fraktion. Er stimmte als Abgeordneter verschiedentlich gegen Privatisierungsvorhaben. Im Dezember 2002 wurde er aus der LPR-Fraktion ausgeschlossen. Er hatte aus Protest gegen die Privatisierungspläne von Finanzminister Wiesław Kaczmarek eine Tasche mit der Aufschrift „wąglik, rózgi na prezydenta i premiera, lista z nazwiskami zdrajców ojczyzny i setki listów od osób z informacjami o rozkradaniu majątku narodowego“ (auf Deutsch: „Enthält Milzbrand. Für den Präsidenten und den Ministerpräsidenten, eine Liste von Vaterlandsverrätern und hunderte von Briefen von Personen mit Informationen über den Diebstahl von Staatsvermögen“) auf das Rednerpult gestellt. 2005 beteiligte er sich als Vorsitzender der PdP an der Gründung der Ruch Patriotyczny (RP) und wurde Vorsitzender von deren Parlamentsgruppe im Sejm. Mit nur 1,05 % der Stimmen scheiterte die RP bei der Parlamentswahl 2005 an der 5-%-Hürde und Janowski schied aus dem Sejm aus. 2007 und 2011 kandidierte er für die PdP zum Senat, wurde aber jeweils nicht gewählt. Bei der Europawahl 2009 kandidierte er für die PdP erfolglos auf der Liste der Prawo i Sprawiedliwość (PiS) zum Europaparlament. Bei den Selbstverwaltungswahlen 2010 kandidierte er auf der Liste Krajowa Wspólnota Samorządowa vergeblich für einen Sitz im Sejmik der Woiwodschaft Masowien. Bei der Europawahl 2014 kandidierte er für die Jedność Narodu (JN), die aber mit nur 0,02 % der Stimmen deutlich scheiterte.  Anschließend wurde er Vorsitzender dieser Partei. 2023 kandidierte er für die Zjednoczenie Chrześcijańskich Rodzin (ZChR) erfolglos zum Senat. Bei der Europawahl 2024 kandidierte er erneut erfolglos auf der Liste der PiS zum Europaparlament.

## Ehrungen
- 2014 Kommandeurkreuz des Ordens Polonia Restituta[21]